# Üble Schlucht
Üble Schlucht este o arie protejată (arie specială de conservare — SAC, sit de importanță comunitară — SCI) din Austria întinsă pe o suprafață de 7,59 ha, integral pe uscat.

## Localizare
Centrul sitului Üble Schlucht este situat la coordonatele 47°15′44″N 9°41′37″E / 47.2623°N 9.6936°E.

## Înființare
Situl Üble Schlucht a fost declarat sit de importanță comunitară în octombrie 2014 pentru a proteja un număr necunoscut de specii din flora spontană și fauna sălbatică aflate în arealul zonei. Situl a fost protejat și ca arie specială de conservare în mai 2022.

## Biodiversitate
Situată în ecoregiunea alpină, aria protejată conține 1 habitat natural: Pante stâncoase calcaroase cu vegetație casmofită.
La baza desemnării sitului se află un număr nedeclarat de specii protejate.